# Noiseau

Noiseau este o comună în departamentul Val-de-Marne, Franța. În 2009 avea o populație de 4,662 de locuitori.